# Bitva u Sudoměře
Bitva u Sudoměře se odehrála 25. března 1420 v lokalitě mezi rybníky Markovec a Škaredý, jihovýchodně od usedlosti Sudoměř, vzdálené přibližně 14 km od měst Strakonice a Písek. Husitský oddíl, přemisťující se z Plzně k Hradišti na hoře Tábor, zde porazil početnější a lépe vyzbrojené vojsko strakonických johanitů a katolických šlechticů plzeňského landfrýdu včetně oddílu rytířů přezdívaných „železní páni“. Střetnutí obou protivníků bylo první větší bitvou husitských válek a předznamenalo směr, kterým se dále vyvíjelo husitské válečnictví.

## Předehra
18. listopadu 1419 bylo uzavřeno příměří, které na téměř půl roku ukončilo boje kališnické a katolické strany uvnitř a v okolí české metropole. Část venkovských radikálů nespokojených s kolísavou politikou pražské radnice, v čele s Břeňkem Švihovským z Dolan, bratry Chvalem a Kunešem z Machovic, Valkounem z Adlaru a Janem Žižkou, nebyla ochotna tuto smlouvu akceptovat a odcestovala z Prahy do působiště kněze Václava Korandy, centra husitského hnutí, Plzně. Zde posléze vedli poměrně úspěšnou válku s oddíly místních feudálů organizovaných do krajského landfrýdu, které se jim na sklonku roku podařilo porazit v bitvě u Nekmíře. Při bitvě husité uplatnili defenzivní taktiku opírající se o vozovou hradbu. V lednu 1420 muže plzeňského landfrýdu posílily oddíly Václava z Dubé, vojenského náměstka krále Zikmunda. Obě královská vojska posléze Plzeň oblehla, a po dobu několika dalších měsíců docházelo ke krvavým srážkám, které nepřinesly výhodu ani jedné straně.
Někdy před polovinou března dorazila do Plzně písemná zpráva o založení nové vzorné husitské obce poblíž Sezimova Ústí na hoře s biblickým jménem Tábor. Kněz Hromádka v listu mimo jiné žádal Jana Žižku, aby k ochraně vznikající komuny vyslal část svých ozbrojenců. Ten bez ohledu na svízelnou situaci uvnitř hradeb vypravil pomocný odřad, který z Plzně vyrazil v průběhu několika dalších dnů. Jeho odchod však znamenal výrazné oslabení pro husity, kteří setrvali na místě, neboť v polovině března již město svíralo několik narychlo vybudovaných bašt. Navíc příslušníci místní katolické a německé opozice využili příznivé situace a začali opevňovat své domy. Vnější i vnitřní tlak začal být pro obleženou posádku kritický. Její předáci proto přistoupili na naléhání Pražanů, kteří jako prostředníci sjednali s královskou stranou podmínky jejich svobodného odchodu z města. Výprava, která podle Starých letopisů českých čítala 400 pěších (včetně žen a dětí), 12 vozů a 9 jezdců, vyrazila z Plzně patrně 23. března. Nicméně smlouva, kterou husitům královská strana zaručila podmínky kapitulace, nebyla dodržena. O trase jejich pochodu byl informován mistr převorství strakonických johanitů Jindřich z Hradce a oddíly „železných pánů“ pod velením kutnohorského mincmistra Mikeše Divůčeka z Jemniště a Petra ze Šternberka, jež operovaly v Píseckém kraji. Předáci husitů Valkoun z Adlaru a Břeněk Švihovský z Dolan, kteří se v krajině dobře vyznali, mezi tím vedli výpravu přes Kasejovice, Řepici a Štěkeň k Sudoměři, se záměrem pokračovat k Táboru přes Týn nad Vltavou. Obezřetně se vyhýbali místům s nepřátelskými posádkami a využívali pozic, kde mohli počítat s podporou místní drobné šlechty. Po celou dobu však byli sledováni příslušníky landfrýdu pod velením Bohuslava ze Švamberka. 25. března se s plzeňskými šlechtici spojil oddíl johanitů, přičemž řádového mistra od samostatného útoku odradila pouze zpráva, že mu táhnou na pomoc kutnohorský mincmistr a Petr ze Šternberka, kterým se nedlouho před bitvou podařilo dobýt Písek. Shromážděné vojsko zaútočilo na husity po krátké poradě ještě téhož dne v odpoledních hodinách.

## Bitva

### Zprávy současníků

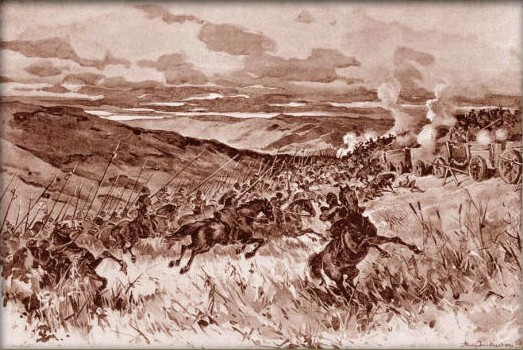
Adolf Liebscher: Nájezd železných pánů na vozovou hradbu u Sudoměře

O průběhu událostí z 25. března 1420 existují čtyři více či méně podrobné písemné prameny různé výpovědní hodnoty. Nejvýznamnější z nich je svědectví Husitské kroniky literáta Vavřince z Březové, který byl přímým účastníkem husitských válek. Jeho zprávy jsou obecně přijímány jako spolehlivé a díky tomuto textu mnozí historici zastávají názor, že ve funkci vrchního velitele kolony husitů tehdy nebyl Jan Žižka, ale Břeněk Švihovský z Dolan. Žižka byl patrně hodnostně vedle něho a řídil takticko–operační záležitosti spjaté s bitvou (výběr terénu, vozová hradba) a pochodem kolony.
| „                    | ... v den zvěstování Panny Marie, což den 25. měsíce března, pan Břeněk ze Švihova, Valkoun z Adlaru a Jan Žižka s jinými bratřími, přívrženci přijímání z kalicha, se svými kněžími a zejména Václavem Korandou a Markoltem, kteří se zavřeli proti královským v městě Plzni, jak je výše připomenuto, míříce z Plzně na Hradiště, ustoupili panu Václavovi z Lešna, podkomořímu království, z města Plzně pod podmínkami výše uvedenými, napadli je svrchujmenovaní královští lidé nepřátelsky mocnou rukou blízko Sudoměře u jednoho rybníka. Když se tedy strhla srážka a táboři se obklopili vozy, mnozí z obou stran padli a mnozí byli zraněni a mezi nimi byl pan Břeněk v čele bitevního šiku zabit. Když konečně zápas trval několik hodin, ustoupili královští okolo západu slunce z bojiště, zajavše třicet některých bratří, které dal mincmistr v poutech odvésti do Hor. | “ |
| — Vavřinec z Březové | |   |

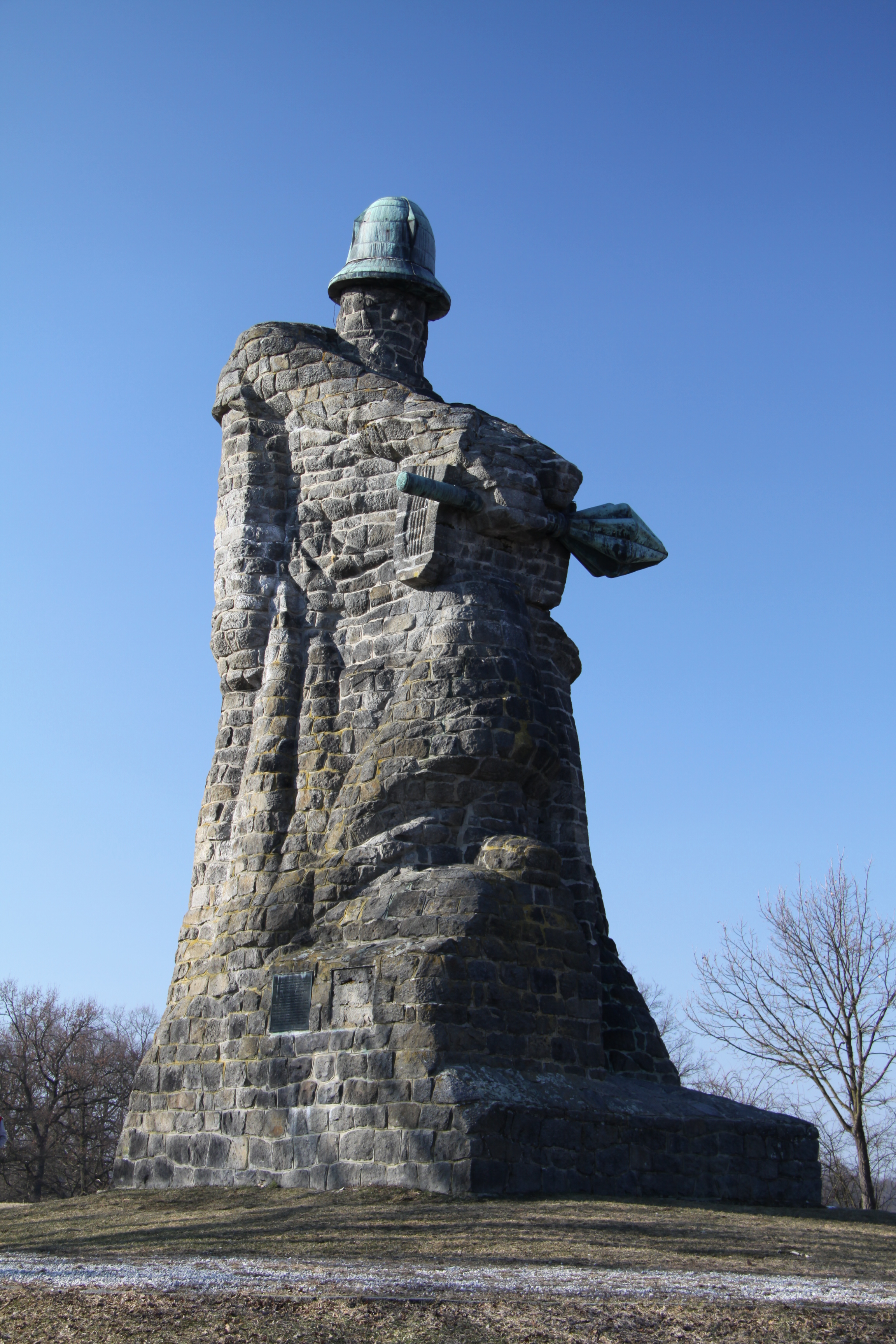
Na památku vítězství byl na bojišti v roce 1925 postaven 16 m vysoký pomník Jana Žižky, jehož autorem je sochař Emanuel J. Kodet

Dalším písemným pramenem je obsáhlejší popis bitvy z rukopisu Starých letopisů českých pocházejícího z období panování Jiřího z Poděbrad. Zpravodaj byl patrně velkým Žižkovým ctitelem, tudíž i vítězství bylo podle něj vybojováno pouze Žižkovou zásluhou a Břeněk Švihovský z Dolan byl pasován do role jeho pomocníka.
| „                      | Bratr Žižka prošel Sudoměří a táhl k rybníku, který se jmenuje Škaredý; dál už nemohl, a tak se tu sešikoval a vozy seřadil k hrázi. Tady se statečně bránil veliké přesile, protože je nepřátelé obklíčili kolem dokola, neboť rybník byl v té době bez vody. A šel mezi nimi jeden hlas, ať s nimi nebojují, ať jen jedou proti nim na koních, že je koně kopyty rozdupou. Ale Pán Bůh byl při Žižkovi, neboť Žižka byl jeho věrný sluha, tak se stal nevídaný zázrak: ačkoli bylo teprve navečer, okolo hodiny nešporní, slunce náhle zapadlo za horu, jako by je tam někdo stáhl, a nastala taková tma, že neviděli, kdo koho bije. Bratru Žižkovi zabili pomocníka, zmíněného pana Břeňka. Z královy strany jich bylo mnoho zabito a raněno; je zřejmé, že se ponejvíce pobili mezi sebou. Pan Jindřich, křižovník, byl postřelen do palce u nohy a od té rány za nedlouhý čas onemocněl, až na ni zemřel. Když nepřátelé uviděli ten zázrak, ozývaly se mezi nimi hlasy: „Moje kopí je nebodá, můj meč je neseká, můj samostříl je nestřílí.“ A tak odtáhli na různé strany s hanbou a s velikou škodou. | “ |
| — Staré letopisy české | |   |

Pramen, který jako jediný poskytuje početní stav katolických spojenců nese název Kronika starého kolegiáta pražského a hovoří se zde o více než dvou tisících jezdcích. Autor kroniky také jako jediný dokládá, že bitvy se účastnil Bohuslav ze Švamberka. Posledním významným dílem je text literární práce s názvem Historie česká od italského humanisty Enea Silvia Piccolominiho, pozdějšího papeže Pia II. I když středověký historik neznal místo, kde k bitvě došlo, vešlo jeho krátké podání do českých pověstí a opírali se o něj i někteří čeští odborníci působící v posledních desetiletích 19. století (Václav Vladivoj Tomek).
| „                         | ... Žižka opustiv dle oné smlouvy Plzeň, byl po dvakrát napaden od věrných a dvakrát uživ lsti, vyvázl jako vítěz, byv skoro poražen. Místo, na němž měla být bitva svedena, bylo nepříhodné, nepřátelé byli na koních, vojáci všichni jeho pěší; a boj nemohl být sveden, leč pěší. Jakmile tedy sestoupili protivníci z koní, poručil ženám, které obyčejně následovaly jeho vojsko, aby posbíraly na zemi své řízy; jezdci zapletše se do nich ostruhami, byli pobiti dřív, než mohli nohy vymotati. | “ |
| — Enea Silvio Piccolomini | |   |

### Pravděpodobný průběh

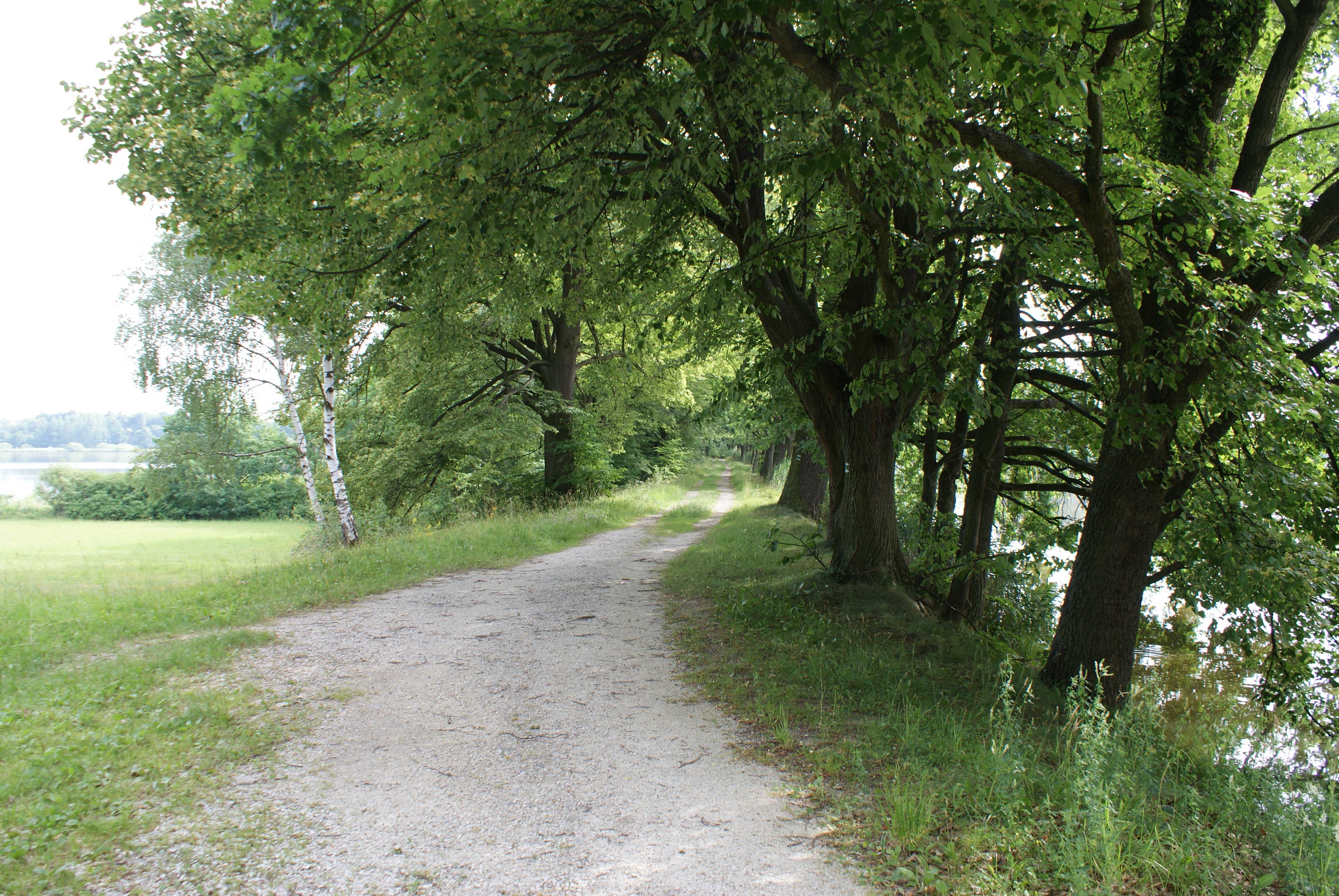
Hráz mezi rybníky Markovec a Škaredý od Žižkova pomníku

Jakmile se husité dozvěděli o hrozícím nebezpečí, nezbylo jim než vyhledat vhodné místo pro obranu. Vozovou hradbu postavili jihovýchodně od usedlosti Sudoměř, na malé vyvýšenině za několik metrů širokou šíjí (hrází) mezi rybníky Markovec a Škaredý. V prvním stála voda, druhý byl vypuštěný. Podle výběru místa k bitvě je zřejmé, že předáci husitů byli s krajinou a terénem kolem Sudoměře dobře obeznámeni. Nedaleko stojící tvrz Řepice patřila do majetku Chvala z Machovic, je tedy pravděpodobné, že je sem přivedli někteří z příslušníků vojska nebo místní sedláci, potažmo někteří z vůdců výpravy znali okolí z dřívějšího pobytu. Důvodem, proč se železní páni odvážili útoku v tak pro ně nevýhodné krajině, byla patrně jejich výrazná početní převaha. Dodnes není jasné, kolika ozbrojencům vlastně husité čelili. František Palacký se na konci 19. století domníval, že jich mohlo být až 5000 (též Hanuš Kuffner). V pozdějších desetiletích přední historici (Josef Pekař, Josef Macek, V. V. Tomek, Jan Durdík) vycházeli z Kroniky starého kolegiáta pražského a tento počet snížili na 2000. Současní odborníci s přihlédnutím k možnostem jednotlivých šlechticů hovoří o síle 700 těžkých jezdců. Defenzivní postavení husitů však českým feudálům a johanitům nedovolilo uplatnit početní výhodu ani rozvinout standardní útočný jízdní šik. Jejich první řada patrně utrpěla vysoké ztráty po salvě ze střelných zbraní a nedostala se ani do těsné blízkosti vozové hradby. Teprve až druhý sled prorazil k vozům a došlo k boji na krátké čelní frontě (špici). Část katolických pánů se pravděpodobně pokusila o útok přes vypuštěné dno rybníka Škaredý, ale bahno znemožňovalo chůzi koním, a tak sesedli ze sedel a pokračovali pěšky. Jejich těžké odění i kluzký terén ovšem poskytly výhodu pohyblivějším husitům, kteří neváhali s protiútokem. Podle všech náznaků boj trval několik hodin, přesněji do chvíle, kdy zapadlo slunce a na bojiště se snesla mlha. Snížená viditelnost a vysoké ztráty patrně vnesly do řad útočníků zmatek, který je obrátil na ústup. Jediný úspěch katolíků zaznamenal kutnohorský mincmistr, jenž si z bojiště odváděl 30 zajatců, kteří mu padli do rukou při výpadu z vozové hradby.

## Bilance
Po dosaženém vítězství se husité, jejichž velení pravděpodobně teprve v této chvíli převzal Jan Žižka, rozhodli přenocovat na bojišti. Druhého dne pohřbili své mrtvé, raněné zanechali v okolních vsích a přesunuli se k hradu Újezdu, kde setrvali po dva dny. Krátce na to se o vítězství dozvěděli na Táboře a vstříc jim vyrazil menší ozbrojený oddíl, který je doprovodil až k Hradišti. Žižkovým příchodem na Tábor byla dokonána první etapa sjednocení husitských sil z jižních a západních Čech. O celkových ztrátách v bitvě prameny nehovoří, lze se však domnívat, že na obou stranách byly vysoké. Kronikáři zanechali pouze lakonickou informaci, že v čele kališníků padl Břeněk Švihovský z Dolan a z královských byl těžce raněn mistr johanitů Jindřich z Hradce. Svému zranění v příštích měsících podlehl.